# (14267) Zook
(14267) Zook est un astéroïde de la ceinture principale.

## Description
(14267) Zook est un astéroïde de la ceinture principale. Il fut découvert le 6 janvier 2000 à la station Anderson Mesa par le programme LONEOS. Il présente une orbite caractérisée par un demi-grand axe de 2,34 UA, une excentricité de 0,25 et une inclinaison de 3,7° par rapport à l'écliptique.

## Compléments